# فتح‌آباد (قم)
فتح آباد، روستایی است از توابع بخش مرکزی شهرستان قم در استان قم ایران.

## جمعیت
این روستا در دهستان خلجستان قرار دارد و براساس سرشماری مرکز آمار ایران در سال ۱۴۰۰، جمعیت آن ۵۳ خانوار و ۳۱۳ نفر بوده‌است.